# بیمارستان شهید بقایی ۲ اهواز
بیمارستان شهید بقایی ۲ اهواز  بیمارستان تک تخصصی خون و سرطان ،واقع در استان خوزستان، شهرستان اهواز بیمارستانی است درمانی و وابسته به دانشگاه علوم پزشکی و خدمات بهداشتی درمانی جندی شاپور اهواز و با ۴۰۰ تخت ثابت در سال ۱۳۹۵ خورشیدی تأسیس گردید.

## موسسه خیریه طلوع رأفت و بصیرت(طَرَب)
موسسه خیریه طلوع را‌َفت و بصیرت (طَرَب)موسسه غیر تجاری بوده و جهت کمک به بیماران مبتلا به بیماری های خون و سرطان بیمارستان شهید بقایی ۲ اهواز تاسیس گردیده است و تحت نظارت فرمانداری اهواز و دانشگاه علوم پزشکی جندی شاپور اهواز می باشد . هزینه‌های انجام این رسالت بزرگ از راه کمکهای مردمی مانند هدایا، اعانات، نذورات و حق عضویت افراد خیّر تأمین می‌گردد.